# Lomelosia minoana
Lomelosia minoana ist eine Pflanzenart aus der Gattung Lomelosia in der Unterfamilie der Kardengewächse (Dipsacoideae).

## Merkmale
Lomelosia minoana ist ein Strauch, der am Grund stark verzweigt ist und Wuchshöhen von 10 bis 30 Zentimeter erreicht. Die Blätter sind ungeteilt und mit langen geraden und kurzen hakenförmigen, filzigen Haaren bedeckt. Am Rand ist diese Behaarung nicht dichter als auf der Oberfläche. Der Schaft ist nur wenig kräftig. Er ist dünn filzig mit längeren und zumindest zum Teil abstehenden bis vorwärtsgerichteten Haaren bedeckt. Es sind immer Tragblätter vorhanden. Die Borsten des Kelchs sind maximal ebenso lang wie die breiteste Stelle des Außenkelchsaums.
Die Blütezeit reicht von Mai bis August.
Die Chromosomenzahl beträgt 2n = 18.

## Vorkommen
Lomelosia minoana ist auf Kreta endemisch. Die Art wächst in Kalkfelswänden.

## Systematik und Taxonomie
Synonyme für Lomelosia minoana (P.H. Davis) Greuter & Burdet sind Scabiosa cretica subsp. minoana P.H. Davis und Scabiosa minoana (P.H. Davis) Greuter.  
Es werden zwei Unterarten unterschieden:
- Lomelosia minoana subsp. minoana kommt im Dikti-Gebirge in Höhenlagen von 450 bis 1500 Meter vor. Die Blätter sind 1,5 bis 1,75 mal so lang wie breit und elliptisch bis verkehrteiförmig.
- Lomelosia minoana subsp. asterusica (Greuter) Greuter & Burdet kommt im Asterousia- und möglicherweise auch im Ida-Gebirge vor. Die Blätter sind rundlich und dichter sowie länger angedrückt behaart. Die Tragblätter der Köpfchenstiele sind nie gelappt.